# Kayōkyoku
Il kayōkyoku (歌謡曲? lett. "Canzone popolare") è un genere di musica pop giapponese cantata con un accompagnamento musicale occidentale, considerato la base del moderno J-pop.
Il kayōkyoku è stato descritto dal The Japan Times sia come "pop dell'era Shōwa" che come "pop standard giapponese"; il The Japan Times ha inoltre definito il genere come: «kayōkyoku è il modo in cui la musica popolare giapponese escludendo l'enka era conosciuta prima della comparsa del più occidentalizzato e sofisticato J-pop nei primi anni 1990».
Alcuni noti rappresentanti di kayōkyoku sono stati Kyū Sakamoto, The Peanuts, The Tigers, Candies, Pink Lady, Seiko Matsuda, Junko Sakurada, The Checkers e Onyanko Club.

## Caratteristiche
Il tipo di musica delle canzoni kayōkyoku è estremamente vario poiché in realtà il genere abbraccia ogni tipo di musica cantata in giapponese, fatta eccezione per i canti popolari e le canzoni per bambini.

## Storia
Uno dei primi esempi di kayōkyoku è Kachūsha no uta (カチューシャの歌? lett. "La canzone di Katjuša", da non confondere con l'omonima canzone sovietica), composta da Shinpei Nakayama e cantata da Samako Matsui in una drammatizzazione del romanzo Resurrezione di Lev Tolstoj, portato in scena a Tokyo nel 1914. La canzone ebbe grande risonanza in Giappone, divenendo uno dei primi grandi successi discografici nipponici anche in termini di vendite.
A partire dalla seconda metà degli anni cinquanta, l'influenza di nuovi generi come il rock and roll, ha portato all'evoluzione del genere avvicinandolo ancora di più alla musica occidentale e dando vita al pop giapponese ed al più moderno J-pop.